# Municipio de Casillas
Municipio de Casillas är en kommun i Guatemala.   Den ligger i departementet Departamento de Santa Rosa, i den södra delen av landet, 40 km sydost om huvudstaden Guatemala City.